# 知立市立竜北中学校
知立市立竜北中学校（ちりゅうしりつりゅうほくちゅうがっこう）は、愛知県知立市山屋敷町にある公立の中学校である。
1977年（昭和52年）4月、当時は市内で唯一の中学校だった知立中学校から分離する形で開校した。
生徒の大人数は知立市立知立小学校、知立市立来迎寺小学校の卒業生で占められている。
教訓は、「練磨・創造」。
地元では「竜北」「竜中」などの略称で呼ばれている。

## 沿革
- 1977年（昭和52年） - 開校
- 1999年（平成11年） - 当時の3年生により、竜北賛歌誕生。
- 2006年（平成18年） - 3学期制から2学期制へ移行。
- 2016年（平成28年） - 校舎建て替え工事開始。

## 最寄駅
- 名鉄三河線 三河知立駅下車 徒歩2分
  - かつては名鉄知立駅が最寄駅であった（徒歩約20分）が、2024年（令和6年）3月16日に三河知立駅が同校の真南に移転し[1]、最寄駅となった。

## 著名な出身者
- 石川智子（第8代知立市長）